# Serizawa Keisuke

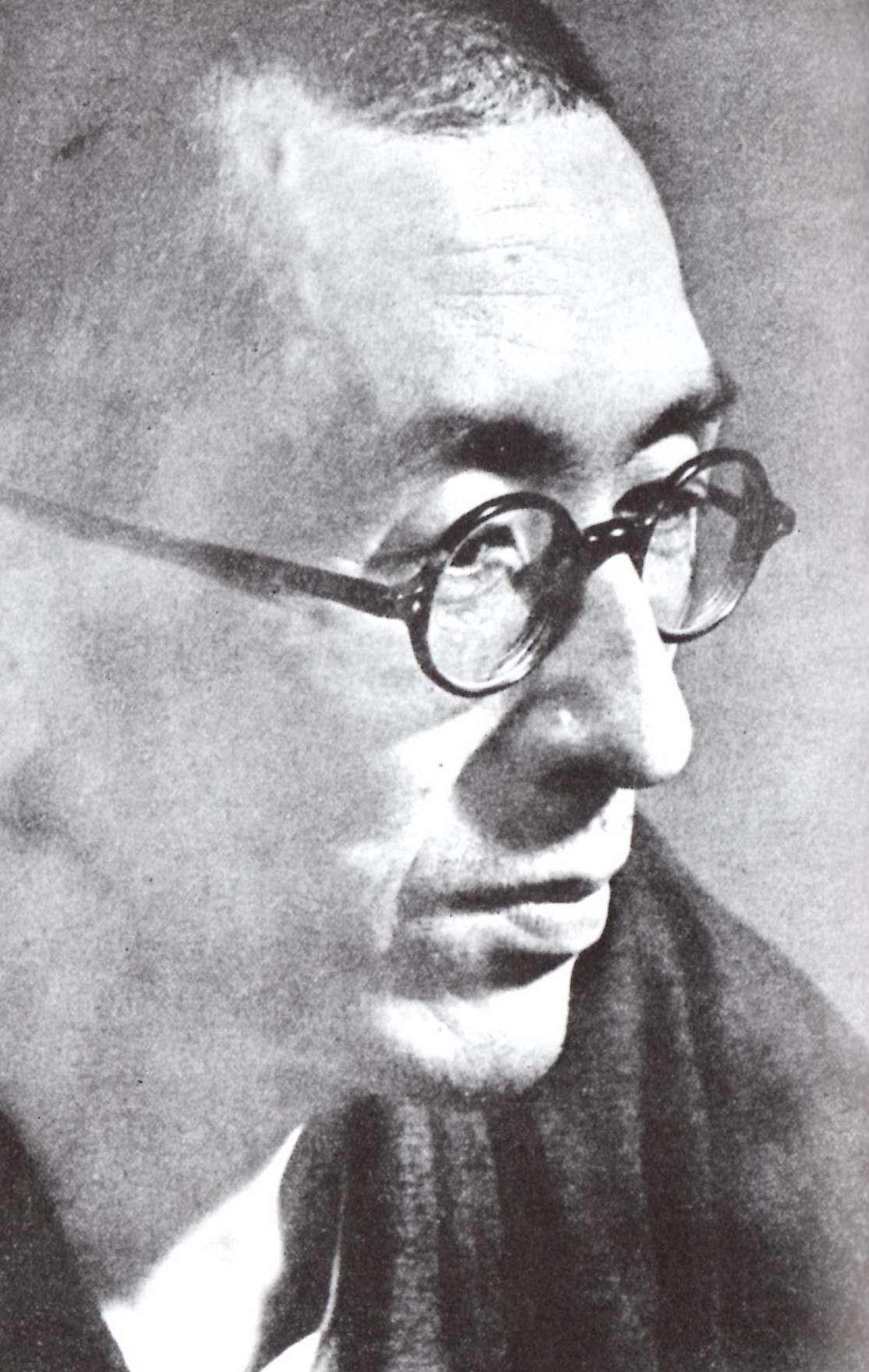
Serizawa Keisuke

Serizawa Keisuke (japanisch 芹沢 銈介, Kyūjitai: 芹澤 銈介; * 13. Mai 1895 in Aoi-ku, (heute: Shizuoka) in der Präfektur Shizuoka; † 5. April 1984) war ein japanischer Färber, Kunsthandwerker und Vater des Archäologen Serizawa Chōsuke. Er wurde als Person mit besonderen kulturellen Verdiensten geehrt, wurde 1956 als Lebender Nationalschatz für das Wichtige immaterielle Kulturgut „Färben mittels Katazome-Technik“ (型絵染) deklariert und Ehrenbürger der Stadt Shizuoka. Zudem war er maßgeblich an der „Volkskunstbewegung“ (民芸運動, Mingei Undō) beteiligt.

## Leben

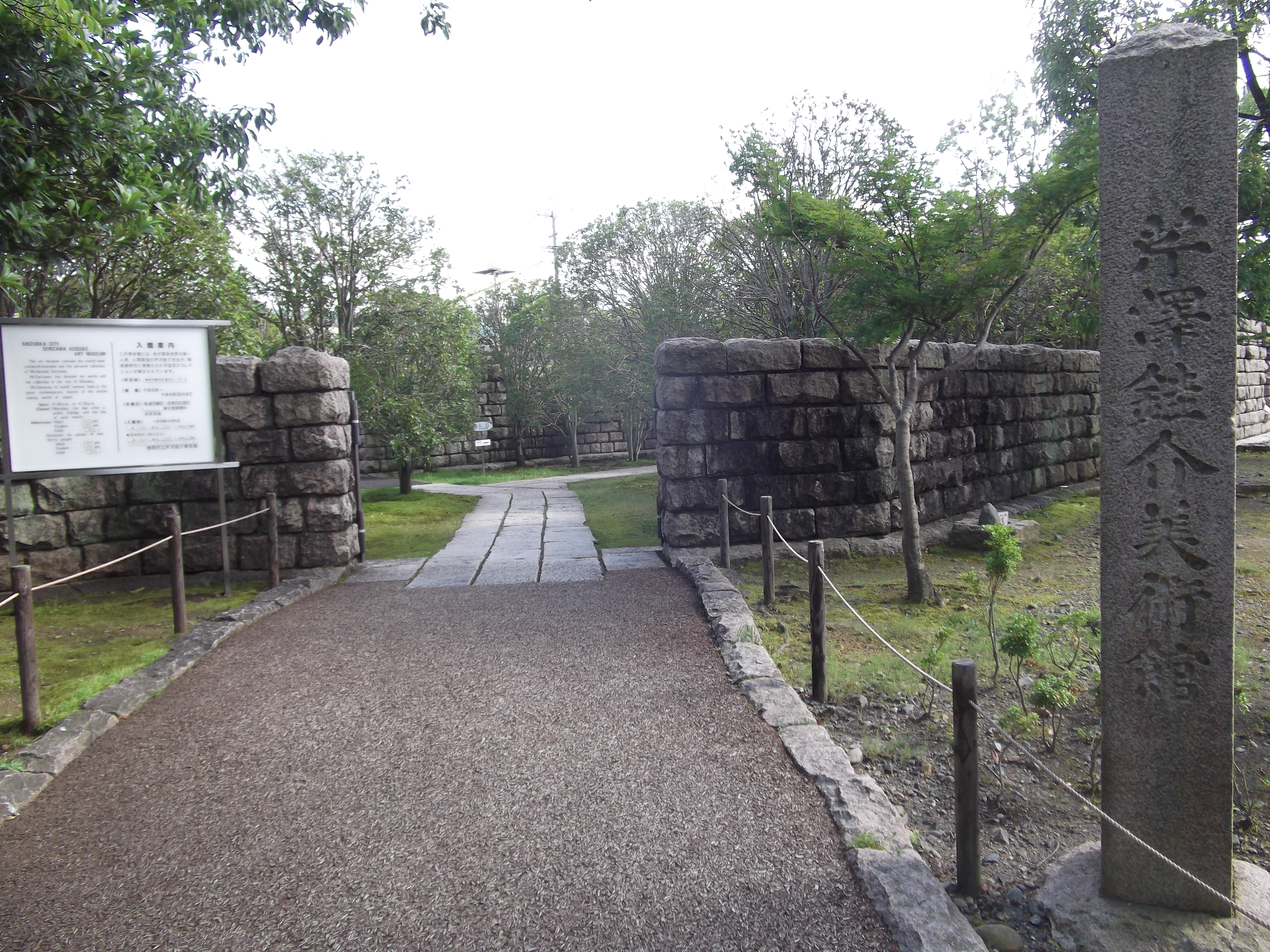
Eingang zum Serizawa-Keisuke-Kunstmuseum in Shizuoka

Serizawas wurde 1895 als zweitältester Sohn von insgesamt sieben Kindern des Großhändlers für Kimonostoffe Ōishi Kakujirō in Shizuoka geboren.  Nach dem Abschluss der Mittelschule in Shizuoka besuchte er die Höhere Technische Schule Tokio (heute: Technische Hochschule Tokio), wo er Industriedesign studierte. 1917 heiratete er Serizawa Toyoto und änderte seinen Familiennamen. 1927 las er die Abhandlung Kōgei no michi (工芸の道, etwa Wege des Kunsthandwerks) des Philosophen und Gründers der Volkskunstbewegung Yanagi Muneyoshi, die ihn beeindruckte und die zu einem lebenslangen Austausch der beiden führte.
1928 besuchte Serizawa eine Ausstellung auf Okinawa, wo er die traditionelle Färbetechnik Bingata (紅型) kennenlernte. 1931 übernahm er die Gestaltung des Einbandes für die Zeitschrift Kōgei (工藝), der zentralen Publikation der Volkskunstbewegung. Vier Jahre später bezog er im Stadtteil Kamata in der Präfektur Tokio ein Atelier und begann die Bingata Färbung zu erlernen. Von 1949 an unterrichtete er an der Frauenkunsthochschule in Suginami. 1955 gründete er eine Firma für Färberei. Ein Jahr darauf, im April 1956, wurde Serizawa zum „Lebenden Nationalschatz“ ernannt. 1976 stellte er auf Einladung der französischen Regierung im Grand Palais in Paris seine Werke aus. Im selben Jahr wurde er als Person mit besonderen kulturellen Verdiensten ausgezeichnet.
Serizawa starb 1984 im Alter von 88 Jahren. Weitere Auszeichnungen waren die Ehrenmedaille am violetten Band 1966, der Orden des Heiligen Schatzes (4. Verdienstklasse bzw. Offizier 1970 und postum 2. Verdienstklasse bzw. Großoffizier 1984).
Serizawas Verdienst besteht in der Originalität der Muster, Pflanzen-, Tier-, Menschen- und Landschaftsmotive, die er mit traditionellen Techniken des Kunsthandwerks wie den Edo-Mustern und dem Katagami etc. zu einem eigentümlichen japanische Stil verband. Dazu entwickelte er die Technik des Kataezome, einer Technik zum Färben insbesondere von Papier mittels Schablonen (katagami). Naben Papier und Textilien färbte er auch Gegenstände wie Noren, Bettzeug, Glas, Bücher, Wandschirme und Kalender.

## Werke
- Gesamtausgabe der Werke Serisawas 『芹沢銈介全集』, (Serizawa Keisuke Zenshu) in 31 Bänden, Verlag Chūō Kōronsha, 1980–83